# Dálnice v Gruzii

Síť silnic mezinárodního významu S (ს)

Označení začátku gruzínské dálnice

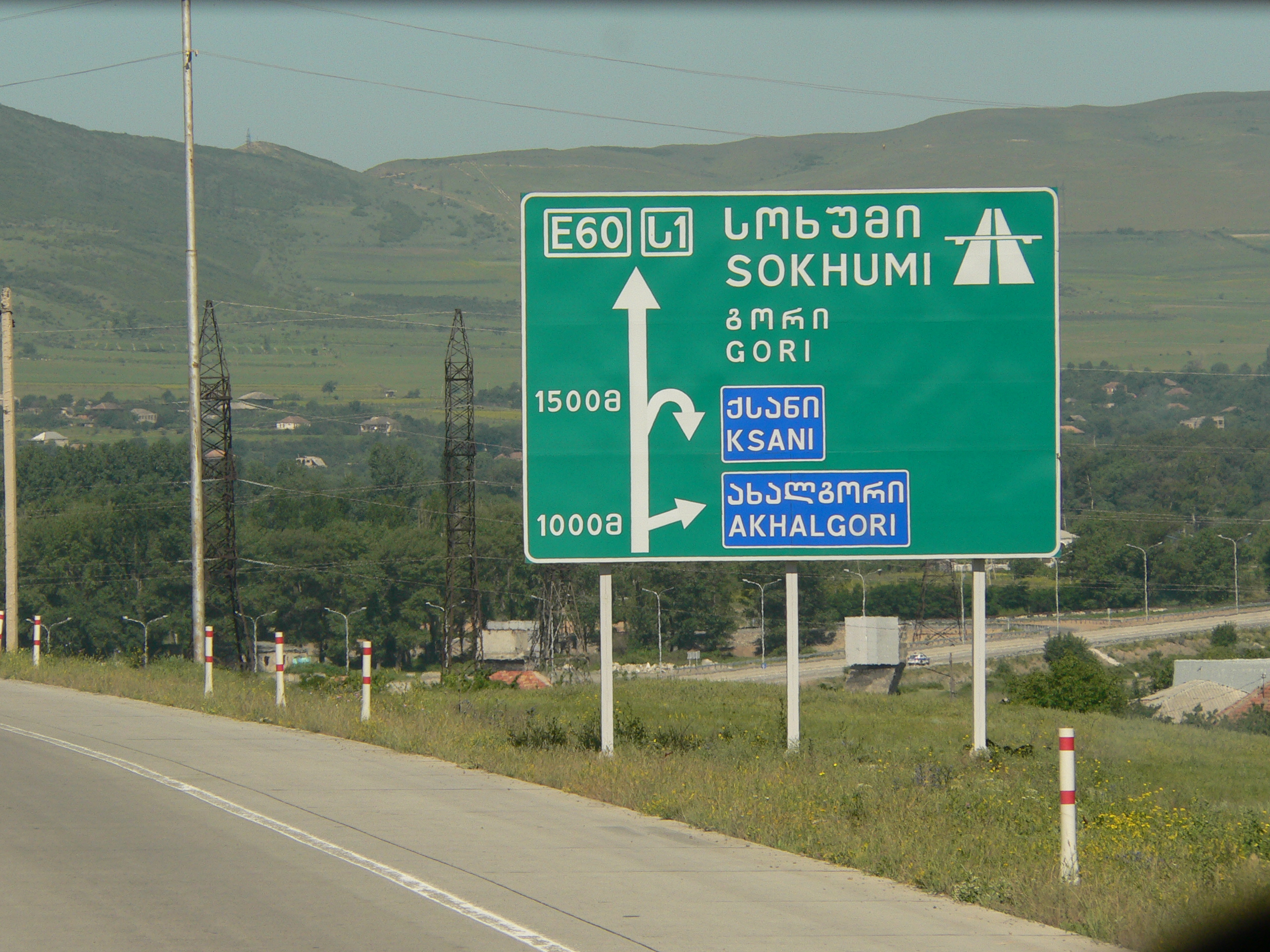
Dálniční ukazatel na gruzínské dálnici S1

Dálnice v Gruzii mají v současnosti (2021) délku 197,5 km. Na gruzínských dálnicích je pro osobní automobily nejvyšší povolená rychlost 110 km/h, pro ostatní vozidla 80 km/h, pro vozidla s přívěsem pro pasažéry 60 km/h. Označení dálnic i dálniční návěsti jsou, podobně jako v Česku, vyvedeny dopravními značkami v zelené barvě.
Gruzínské dálnice nemají zatím samostatné číslování a jsou za ně považovány ty dílčí úseky gruzínských tzv. silnic mezinárodního významu, označovaných písmenem S (ს) (gruzínsky: "საერთაშორისო მნიშვნელობის გზა", přepis do latinky "Saertashoriso mnishvnelobis gza") a příslušným číslem, které splňují technické parametry dálnice. K dnešnímu dni jsou v provozu jako dálnice dva delší úseky silnice S1 (Tbilisi – Khashuri a Argveta – Samtredia, celkem o délce 170 km) a krátké úseky silnic S12 (18,5 km v úseku Lanchkhuti – Japana) a S4 (krátká výpadovka z Tbilisi směrem na arménské a ázerbájdžánské hranice). Poměrně ambiciózní výstavba navazujících úseků probíhá a dokončení souvislé páteřní dálnice (tzv. "Dálnice východ-západ") spojující Shekvetili u Černého moře s hlavním městem Tbilisi (na černomořském pobřeží označované jako S2, od Grigoleti do Samtredie jako S12, dále pak již jako S1) přes technicky náročný tunel Rikoti se předpokládá na rok 2024, byť se termín zprovoznění zatím často odsouvá. Zároveň probíhá výstavba dalšího úseku S4 až na hranice s Ázerbájdžánem a z ní odbočující dálnice S5 na hranice s Arménií.
Kratičká pobřežní dálnice S2 bude ukončena u Shekvetli na pobřeží Černého moře a dále na jih pokračuje podél pobřeží směrem k tureckým hranicím v nové stopě již pouze jako dvoupruhová silnice . Nyní probíhá výstavba obchvatu adžarské metropole Batumi, za níž bude nová stopa silnice S2 prozatím ukončena. V budoucnu nelze vyloučit její zkapacitnění na kategorii dálnice, podobně jako tomu bylo u původně dvoupruhového obchvatu Kutaisi na silnici S1.

## Historie výstavby dálnic v Gruzii
Před rokem 1980 se trasa současné silnice S1 skládala z dálkových silnic 17 (z Tbilisi do Samtredie) a 19 (ze Samtredie do abchazského Leselidze). V 80. letech 20. století byla současná silnice S1 zcela zahrnuta do sovětské dálkové silnice M27, která vedla z Baku přes Tbilisi do Novorossijsku.
Po znovuzískání nezávislosti Gruzie v roce 1991 bylo označení M27 zachováno až do roku 1996, kdy byl přijat současný systém číslování silnic. Silnice S1 byla téměř celá dvoupruhová, s výjimkou úseku od Tbilisi dále ke křižovatce S3 u Natachtari u města Mccheta. V 80. letech 20. století se počítalo s jejím dalším rozšířením (tehdy ještě jako silnice M27) na čtyřpruh. Zemní práce byly zahájeny na stavebním úseku do Igoeti (28 km), než se rozpadl Sovětský svaz a Gruzie získala nezávislost. Bouřlivá devadesátá léta v Gruzii tyto plány přerušily, znovu se k nim přistoupilo až po Rúžové revoluci v roce 2003. Kolem roku 2004 byla křižovatka se silnicí S3 u Natachtari modernizována v souladu s dálničními parametry.

### Dálnice východ-západ
V roce 2005 započaly přípravné práce na mezinárodně sponzorovaném projektu "Dálnice východ-západ". Od roku 2006 bylo již zprovozněno na 170 km dálnice, stávající silnice S1 byla buď přeložena do nové stopy, nebo byla modernizována jako rychlostní silnice nebo dálnice. Cílem tohoto ambiciózního dlouhodobého projektu je vytvořit 455 kilometrů dlouhý souvislý dopravní koridor východ-západ procházející Gruzií a spojující Ázerbájdžán a Arménii s Tureckem prostřednictvím modernizace gruzínských úseků evropských silnic E60 (Poti-Tbilisi-Rudý most, Ázerbájdžán) a E70 (Poti-Batumi-Sarpi, Turecko) a posílit tak pozici Gruzie jako dopravního uzlu jižního Kavkazu. Projekt Dálnice východ-západ zahrnuje přestavbu hlavních úseků gruzínských dálnic S1, S2, S4, S12 a nověji též S7 na rychlostní silnice s oddělenými jízdními pruhy, většinou v kategorii dálnice 2x2.
Většina Dálnice východ-západ byla naplánována jako dálnice s uspořádáním 2x2, v některých případech byla modernizace realizována jako mimoúrovňová dvoupruhová rychlostní silnice s odděleným středovým pásem a zpevněnými krajnicemi, např. již zprovozněné obchvaty Kobuleti a Batumi na silnici S2. Rovněž obchvat Kutaisi na S1 byl původně postaven jako dvoupruhová dálnice s odděleným jízdním pruhem a zpevněnými krajnicemi, ale o několik let později byl rozšířen na plnohodnotnou dálnici 2x2. Většina zkapacitněním dotčených úseků silnice S1 byla zcela přestavěna, přeložena nebo k ní byly přistavěny obchvaty měst a obcí. Nejdříve došlo na 53kilometrový úsek z Natakhtari do Gori/Sveneti, který sleduje původní trasu silnice S1. V letech 2006-2009 byl zkapacitněn tak, že nejprve byla přistavěna další souběžná dvoupruhová vozovka a původní byla následně zcela modernizována, čímž vznikla plnohodnotná dálnice 2x2. V letech 2009–2011 následoval severní obchvat Gori (Sveneti – Ruisi) v délce 15 km, který byl první skutečnou zkouškou projektů. V rámci jednoho projektu rozděleného do tří výběrových řízení byly postaveny dva nové souběžné viadukty o délce 880 m a dva souběžné tunely o délce 800 m. Krátká, ale krutá rusko-gruzínská válka v roce 2008 měla na celý projekt dočasný vliv, ale v roce 2009 se stavba rychle rozběhla. V roce 2011 byl otevřen tunel Gori (800 m), v roce 2015 byl dokončen obchvat Agary, přičemž stará silnice S1 na levé straně byla přečíslována na Sh203. Byl také zprovozněn obchvat Kutaisi, původně jako dvoupruhová dálnice, byť s oddělenými jízdními pruhy, později rozšířený na plnohodnotnou dálnici.
Navzdory dřívějším politickým slibům, že Dálnice východ-západ bude dokončena do roku 2020, výstavba rozhodujících úseků v roce 2021 stále probíhá a potrvá nejméně do roku 2024, zbývající úseky S1 mají být dokončeny do roku 2023. Projekt sponzorují evropské i asijské rozvojové banky, Světová banka, Evropská unie a další. Jen na modernizaci S1 poskytly úvěry ve výši více než 2 miliardy dolarů (s dalším financováním ze strany státu). Na projektu se podílejí stavební společnosti z různých evropských a asijských zemí, a to se střídavými úspěchy. Některá výběrová řízení narazila na technické a právní problémy, přičemž některé smlouvy byly gruzínskou vládou vypovězeny z důvodu neplnění smluvních podmínek, což ale mělo za následek několikaleté zpoždění různých stavebních dílů.
Projekt Dálnice východ-západ se vztahuje na 250 km dlouhý úsek Tbilisi – Samtredia. Projekt předpokládá zkapacitnění silnice S1 na dálniční standard (2x2) až do Samtredie, kde bude silnice pokračovat jako dálnice S12 (v kategorii 2x2) ve směru na Batumi. V současné podobě zůstane další úsek silnice S1 mezi Samtredií a Senaki dvoupruhovou dálkovou, přičemž dosud nejsou plánovány žádné její zásadní úpravy. Těžiště modernizace Dálnice východ-západn v západní části spočívá v kratší trase do Batumi po zcela přestavěné a v nové stopě vedené dálnici/rychlostní komunikaci S12. V roce 2021 je na 160 kilometrů dálnice S1 mezi Natakhtari a Samtredií modernizováno na standard 2x2 dálnice, zbývajících 58 kilometrů je ve výstavbě. 19 km dlouhý úsek silnice S1 z Tbilisi do Natakhtari je v kategorii 2x3 s rychlostním omezením 70 km/hod.

## Seznam dálnic
Jako dálnice jsou v Gruzii označeny tyto úseky silnic S (ს):
| Číslo dálnice | Mapa            | Trasa                                            | V provozu (km) | Ve výstavbě (km) | Celková délka (km) |
| ------------- | --------------- | ------------------------------------------------ | -------------- | ---------------- | ------------------ |
| S1            | Dálnice Trakija | Tbilisi - Samtredia                              | 170            | 58               | 228                |
| S2            | Dálnice Chemus  | Grigoleti - Shekvetili                           | 0              | 12               | 12                 |
| S4            | Dálnice Chemus  | Tbilisi – Red Bridge (Rudý most) / (Ázerbájdžán) | 9              | 32               | 41                 |
| S7            | Dálnice Chemus  | Marneuli (S4) - Sadakhlo / (Arménie)             |                | 16               | 16                 |
| S12           | Dálnice Marica  | Samtredia - Grigoleti                            | 18,5           |                  | 51,5               |